# Galgholmen
Galgholmen är en mindre ö som hör till byn Bänö i Föglö kommun på Åland, känd framför allt som avrättningsplats för de tre båtsmän som 1748 rånmördade fyra personer i Bänö.
Galgholmen är ungefär 200 meter i nord-sydlig riktning och något mindre i öst-västlig. Den når inte mer än några meter över havsytan.

## Historien bakom namnet
Rånmorden på Bänö pingstdagen 1748 är Ålands kanske brutalaste brott. Tre båtsmän på rymmen från fängelset i Kastelholm, Henrik Falk, Algot Holm och Christian Benner, bestämmer sig för att slå ihjäl personerna som fanns hemma på det ensliga skärgårdshemmanet i Bänö. Offren var fjortonåriga tjänsteflickan Anna Stina Boberg, en artonårig piga Kajsa Eriksdotter, femtonårige tjänstedrängen Mats Andersson och sextioårig notdragargumma från Brändö vid namn Valborg. Flertalet av gårdens invånare befann sig i kyrkan när det hände. Det dröjde inte länge innan båtsmännen kunde fångas in, de hade begett sig till Stockholm, och återbördas till Åland för rättegång. Straffet kunde bara bli ett: Avrättning.
Enligt åländsk tradition skulle dödsstraff verkställas i byn där brottet hade begåtts. En liten holme söder om ön Bänö och invid stora segelleden utsågs till avrättningsplats. Skarprättaren hade byggt upp stupstocken och verkställde domen den 17 augusti 1748, säkert i närvaro av många nyfikna Föglöbor som kommit med båt för att få en skymt av missdådarna.
Kyrkoherden i Föglö, Andreas Backman, skildrar morden på ett par sidor i församlingens kyrkbok. Han avslutar med att missgärningsmännen blev ”steglade på en Bänö holme, Twigskiär kallad, belägen vid segelleden”.
Holmens gamla namn Tvigskär kom med tiden att falla i glömska och ersättas av Galgholmen. Men det gamla namnet levde kvar på kartorna. Lantmätaren Christian Braxer noterade det 1776–1777 på sin Bänökarta som Tviddisskiär, vilket på kartor från första halvan av 1900-talet har förvrängts till Svidjoskär. Först omkring 1970 ändrades namnet till Galgholmen, mer än 200 år efter avrättningarna. 
Men det finns säkra belägg på att namnet Galgholmen hade använts i folkmun långt tidigare. I tidningen Åland 1907 återges under rubriken ”En resa till Sottunga” en muntlig tradition om morden:
| ”                     | Postföraren, som kände namnet på hvarje udde och bergklack, emedan han i fjorton är hade fört posten till Sottunga och rest denna väg i menförestider, i storm och oväder, i mot- och medvind, fäste särskildt min uppmärksamhet vid en holme med namnet Galgholmen, hvilken vi passerade. Det var nämligen för många årtionden sedan, så sade han, som några råa sällar seglade här förbi. De gjorde strandhugg på Bänö, en för sin naturskönhet berömd holme i Föglö, samt röfvade och utplundrade med största grymhet folket på ön och seglade därefter vidare. Dock blefvo de ej ostraffade. Någonstans i skärgården grepos de och fördes inför rätta att stå till ansvar för sitt dåd. Domen föll samt lydde på halshuggning och uppresning på stegel och hjul. Samma dom lär sedan ha satts i värkställighet på nämnda holme, hvaraf densamma fått sitt hemska namn. | „ |
| – Åland, 19 juni 1907 | |   |

Sannolikt har Galgholmen använts som namn ända sedan avrättningarna, men att lantmätarna inte tyckte att namnet passade att sättas på pränt på kartorna.
Holmens gamla namn, Tvigskär som blir Tviddisskär och slutligen Svidjoskär, kanske därför att det inte längre traderades i folkmun utan bara blev läst och felläst på kartor, påträffas första gången på Hans Hanssons karta över Åland från omkring 1650. Ett något svårläst Tvegulskär anges på en holme i området. Sannolikt syftar det på avrättningsholmen Tvigskär. Hur namnet ska tolkas är oklart.